# Diáspora de Qingtian
La diáspora qingtianesa se refiere a los chinos de ultramar y sus descendientes originarios del condado de Qingtian en el interior del sur la provincia de Zhejiang, China.
Qingtian es famoso en China por sus comunidades de ultramar con siglos de historia, ya que entre los 568.800 habitantes originarios del condado, 381.000 de ellos residen actualmente en 146 países de todo el mundo. Ellos constituyen la mayor parte de la comunidad china en muchos países, particularmente en países europeos como España, donde representan más del 80% de toda la comunidad china.

## Historia
La historia de las comunidades diásporicas qiantianesas se remonta a finales de la dinastía Ming y continuó estableciéndose a principios de la República de China. Su desarrollo se puede dividir en aproximadamente tres etapas.

### La era Ming y Qing
Durante mucho tiempo, los qingtianeses han emigrado al extranjero por el motivo de encontrar trabajo, ya que su tierra natal es difícil de cultivar. Aproximadamente el 90% del territorio de Qingtian está cubierto por montañas, y tiene más de 200 picos con una altitud de más de 1.000 metros. Por esta razón, los qingtianeses describen el terreno geográfico como "nueve montañas, mitad agua y mitad tierras de cultivo (九山半水半分田)".  Según la edición en inglés de 1935 del Anuario de China (中国年鉴), ya a finales de los siglos XVII y XVIII existía un pequeño número de qingtianeses que viajaban por tierra a través de Siberia hasta Europa por motivos comerciales y se especializaban en la venta de artesanías de piedra de Qingtian.

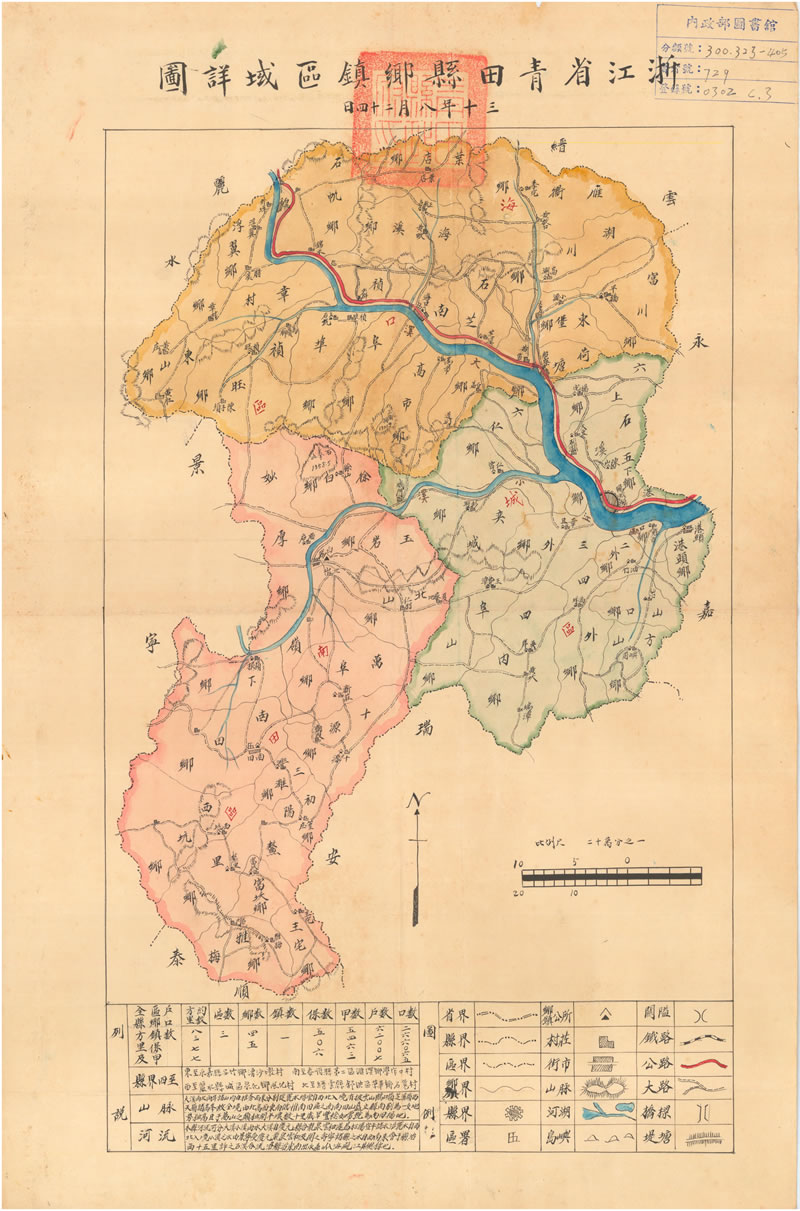
Mapa administrativo del condado de Qingtian, 1941

Tras la guerra del Opio, los comerciantes de piedras se beneficiaron mucho del levantamiento de la política de prohibición marítima (海禁) por parte del gobierno imperial Qing. Con la ratificación del Tratado de Yantai (La Convención de Chefoo) en 1876, Wenzhou, la principal ciudad portuaria del sur de Zhejiang se abrió al comercio internacional y a las actividades marítimas. Esto creó una ruta mucho más conveniente para que los habitantes de Qingtian viajaran al exterior en comparación con las rutas terrestres anteriores.
Al principio, los qingtianeses solían viajar al extranjero tanto por tierra como por mar. Por lo general, primero navegaban desde el muelle de Hecheng hasta Wenzhou y luego tomaban un barco hasta Shanghái. Después de llegar a Shanghái, algunos continuaban un barco hacia el norte hasta Lushun (Port Arthur) o el puerto de Yingkou. Luego salían de China  a través de Manchouli por tierra, embarcándose en un largo viaje a través de Siberia antes de llegar a Moscú o San Petersburgo y desde donde se dirigían a varios otros países europeos.
Otros viajaban por mar utilizando dos métodos diferente. Uno de ellos era "藏舱" (literalmente "esconderse en la cabina"), es decir, permitir que los intermediarios del Muelle Shiliupu (十六铺码头) se pusieran en contacto primero con los contramaestres de los barcos oceánicos, lo que permitía a los emigrantes disfrazarse de marineros y esconderse a bordo. Después de llegar a su destino, los contramaestres los dejaban desembarcar y los enviaban al destino en plena noche. Para ahorrar dinero, algunos incluso tomaron barcos de carga y se escondieron en contenedores. El viaje era largo y las condiciones increíblemente duras, y los que no sobrevivían debido a la falta de oxígeno, comida y agua eran arrojados al mar. Esto podría haber sido el destino final de muchos emigrantes qingtianeses desaparecidos desde que dejaron su país. A pesar del riesgo extremadamente alto de esta forma de viajar, la mayoría de los qingtianeses aún la preferían, ya que costaba solo 200 monedas de plata.
La otra opción era adquirir un pasaporte, o "明走" (literalmente "salir al extranjero abiertamente"), que costaba 100 dólares de plata más que esconderse en la cabaña pero que era más seguro. En ese momento, había agencias de servicios en Shanghái que ofrecían asistencia para la compra de pasaportes, provisión de comida y alojamiento, compra de boletos de barco y contacto con el contramaestre para asuntos de cabina, lo que facilitaba que los residentes del condado viajaran al extranjero. De todas formas, ya fuera que emigraran de manera legal o clandestina, ambas alternativas representaban una pesada carga para la gente empobrecida de Qingtian. La mayoría de ellos tuvo que vender sus tierras, endeudarse o recibir ayuda de familiares y amigos para tener los fondos suficientes para el viaje. Pocos de ellos tuvieron la suerte de obtener apoyo financiero de los hombres mayores de Qingtian que ya se habían establecido en tierras extranjeras.
Tras partir de Shanghái, los barcos de vapor pasarían por Hong Kong y Singapur, cruzando el estrecho de Malaca y desviándose del cabo de Buena Esperanza (conocido como "大浪滩 Dàlàngtān" por los qingtianeses), después dirigiéndose al norte hacia el estrecho de Gibraltar antes de llegar finalmente a Europa en el mar Mediterráneo, lo que era un viaje de dos meses. Después de que el Canal de Suez se abrió a la navegación en 1869, los barcos pudieron navegar directamente hacia el mar Mediterráneo a través del canal y llegar a Marsella en Francia o Nápoles en Italia, acortando el viaje en casi 8.000 kilómetros. Desde entonces, cada vez más personas de Qingtian emprendieron el viaje a Europa.

### La era de la República de China
En los primeros años de la República de China, casi todo el condado fue devastado por la inundación provocada por una fuerte tormenta el 29 de agosto de 1912. Las extremas penurias tras las inundaciones provocaron oleadas de éxodo y, entre 1912 y 1914, aproximadamente mil personas abandonaron el condado.
Durante la Primera Guerra Mundial, Gran Bretaña, Francia y otros países experimentaron distintos grados de escasez de mano de obra. Después de la entrada de China en la Primera Guerra Mundial en 1917 en lado de las potencias de la Entente, entre 140.000 y 150.000 soldados del Cuerpo de Trabajo Chino (CLC) fueron enviados a servir en el Frente Occidental, dde los cuales alrededor de 100.000 fueron reclutados por Gran Bretaña y 40.000 por Francia. Según las estadísticas del Ministerio de Guerra francés en 1922, de los 36.941 trabajadores chinos empleados en Francia, 31.409 eran del norte de China, y de los 4.024 trabajadores que provenían del sur, más de 2.000 eran de Qingtian. Después de llegar a Francia, los trabajadores qingtianeses se dedicaron principalmente a tareas de apoyo en la retaguardia, como transportar suministros, cavar trincheras y construir ferrocarriles.

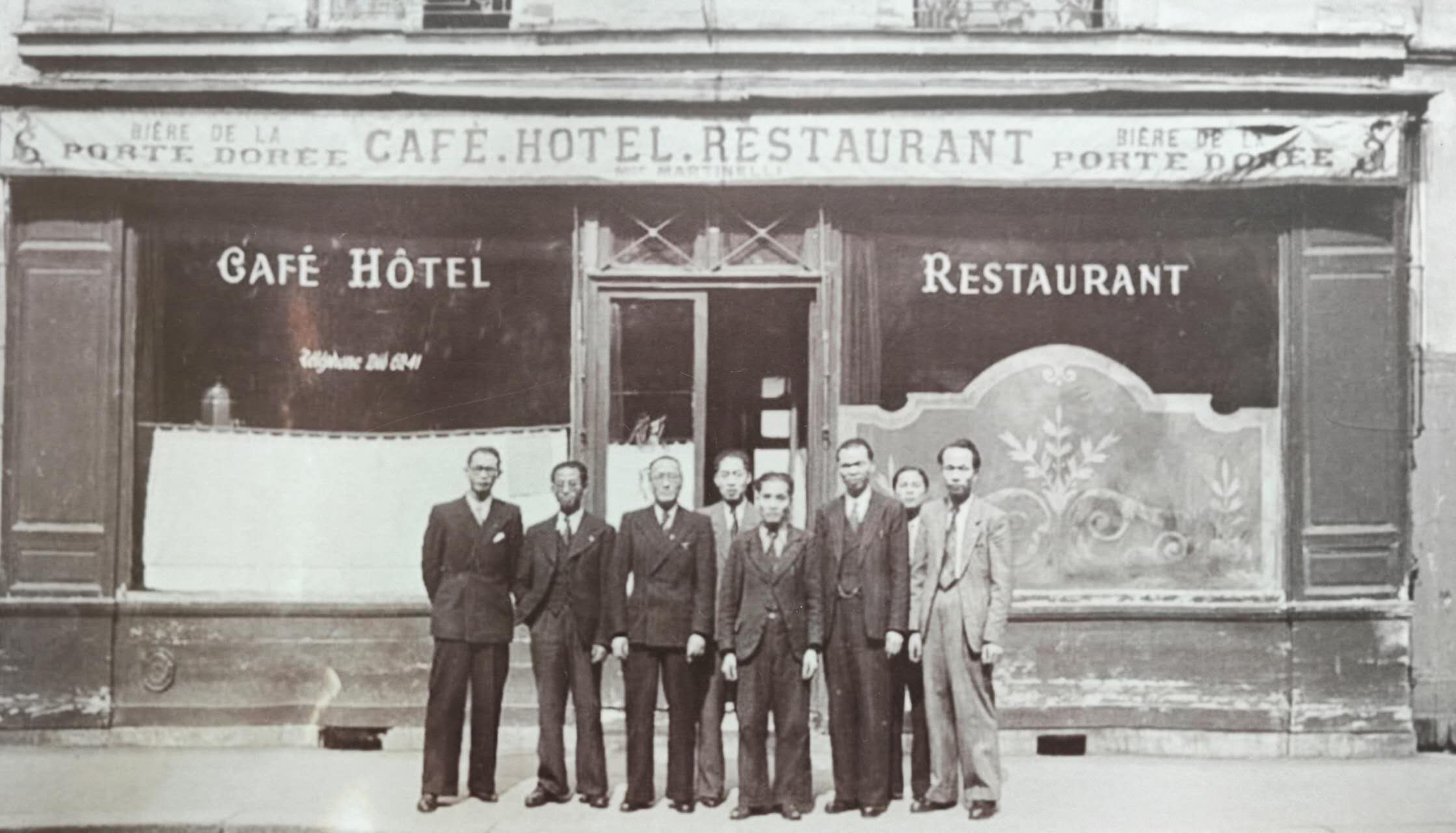
Fotografía grupal de las diásporas qingtianases en Francia, Jin Zuoren primero a la izquierda (una colección de la Exposición de Historia China de Ultramar de Qingtian)

Con el fin de la Primera Guerra Mundial, mientras que la mayoría de los trabajadores de otras partes de China habían regresado a sus lugares de origen, mil trabajadores de Qingtian decidieron quedarse. La población de chinos de ultramar de origen qingtianés alcanzó su primer auge durante este período, con más de 30.000 personas viviendo en Europa y otros 42 países del mundo.
Además de Europa, Japón también fue un lugar ideal para que la gente de Qingtian se ganara la vida en los primeros años de la República de China, debido a que la menor distancia y a que el papeleo requerido era más sencillo. La demanda de trabajadores chinos aumentó con el auge de la industria armamentística japonesa durante la Primera Guerra Mundial, que atrajo oleadas de inmigrantes de Wenzhou, Qingtian y otros lugares para buscar empleo en Japón. Sin embargo, la comunidad china sufrió un golpe catastrófico cuando un gran terremoto sacudió Japón entre el 1 y el 8 de septiembre de 1923, al que siguió una sangrienta masacre contra los coreanos y los chinos que residían en el país. Entre los 716 civiles chinos que fueron asesinados, heridos o declarados desaparecidos, 161 eran trabajadores y comerciantes de origen qingtiano.
La situación de los inmigrantes chinos se deterioró debido a las políticas restrictivas implementadas por el gobierno japonés. Alrededor de dos mil inmigrantes qingtianeses y wenzhouneses fueron repatriados a la fuerza y las solicitudes de otros mil para ingresar a Japón fueron rechazadas entre febrero y abril de 1924. La inmigración cesó casi por completo después de la invasión japonesa de Manchuria en 1931.

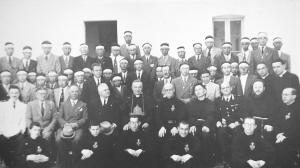
Los 40 hombres qingtianeses que se convirtieron al catolicismo en el campo de concentración de Isola del Gran Sasso, agosto de 1941

El estallido de la Segunda Guerra Mundial y las siguientes atrocidades y desplazamientos devastaron a la comunidad qingtiana en Europa. El 27 de septiembre de 1940, Italia, que estaba bajo el gobierno del líder fascista Benito Mussolini, formó la Alianza del Eje con Alemania y Japón y comenzó a atacar a la comunidad china en Italia, ya que su país de origen pertenecía a las potencias aliadas. Como resultado de un arresto masivo llevado a cabo por el gobierno italiano, casi 200 chinos de ultramar de Qingtian fueron detenidos en el campo de internamiento de Isola del Gran Sasso, en el sur de Italia. Según un informe del periódico L'Osservatore Romano del 4 y 5 de agosto de 1941, 40 hombres chinos en el campo de internamiento se convirtieron al catolicismo el mismo día persuadidos por un pastor chino llamado Chang, y celebraron una ceremonia de bautismo en la iglesia. A finales de 1943, las guerrillas antifascistas locales en Italia lograron liberar la ciudad de Isola del Gran Sasso y liberar a los chinos encarcelados.
Después de la Segunda Guerra Mundial, la Administración de Socorro y Rehabilitación de las Naciones Unidas y el gobierno nacionalista de China llevaron a cabo trabajos de ayuda para las víctimas chinas de ultramar de la Segunda Guerra Mundial, enviando a la mayoría de los chinos que estaban en Europa de regreso a China. Debido al estado ruinoso de Europa y la situación turbulenta en China tras la guerra, el número de chinos de ultramar de Qingtian disminuyó de más de 30.000 en el apogeo de los años 1920 y 1930 a menos de 5.000 en 1949.

### República Popular y época actual

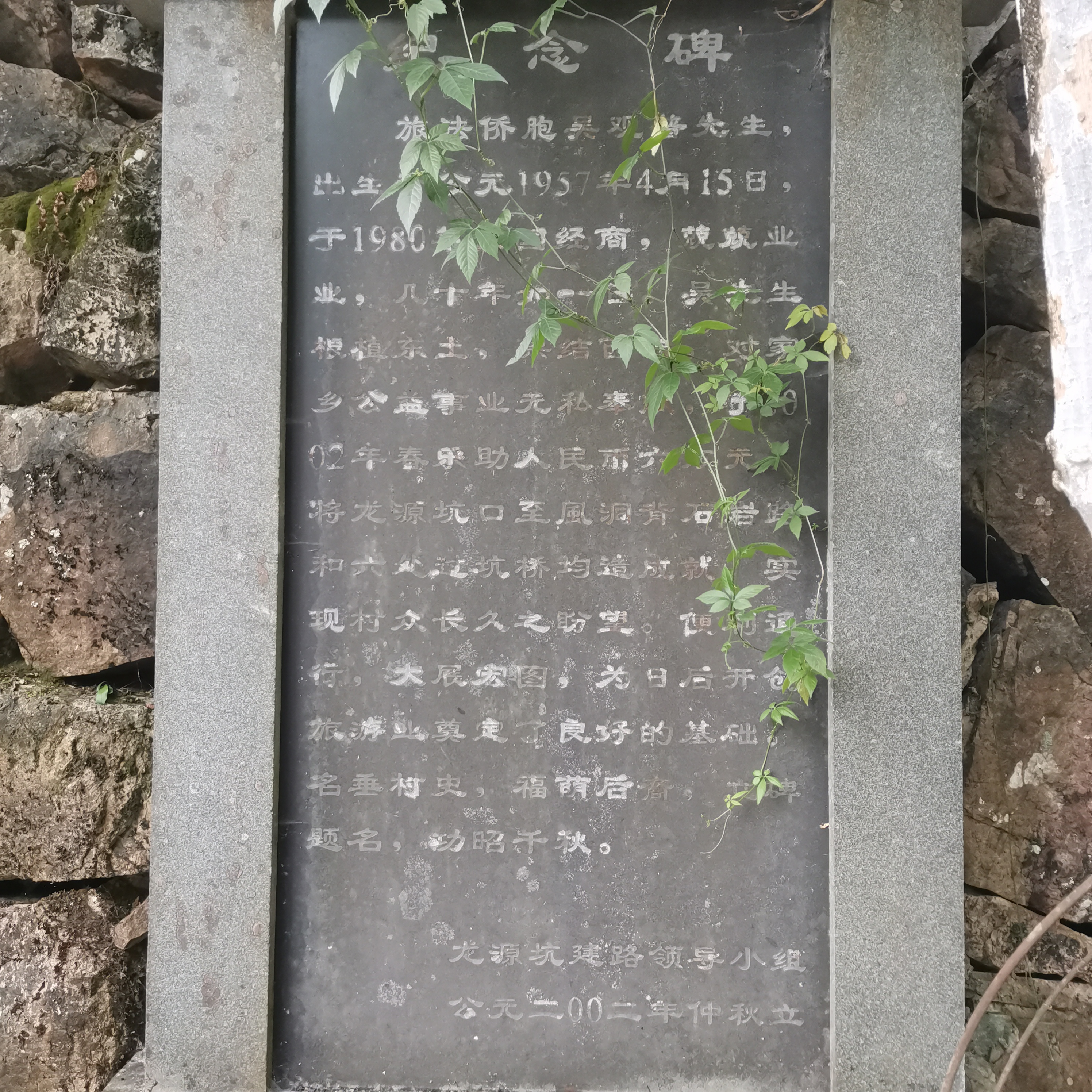
Monumento con inscripciones dedicado a Wu Guanpu, un diáspora qingtiano que partió hacia Francia en 1980.

Entre 1949 y 1978, en el contexto internacional de la Guerra Fría, el gobierno de la República Popular China implementó regulaciones extremadamente estrictas sobre la entrada y salida de sus ciudadanos. Como resultado, el proceso para solicitar permiso de salida del país fue muy difícil, y solo a 752 personas del condado de Qingtian se les permitió viajar al extranjero durante este período. El movimiento de los expatriados de Qingtian dentro y fuera del país estuvo entonces estancado en ese momento.
Después de la Reforma y Apertura de China a finales de la década de 1970, Qingtian experimentó la tercera y también la mayor ola de emigración de su historia. Durante la primera década de la reforma económica, 16.206 personas del condado obtuvieron pasaportes y recibieron autorización para viajar al extranjero. Entre 1991 y 2000, un total de 117.476 personas los obtuvieron, y solo en el año 2000 la cifra alcanzó las 29.980.
Desde finales de la década de 1980, los gobiernos de Italia, España y Francia han concedido repetidamente amnistías a los inmigrantes ilegales. Una política de inmigración más flexible promovió el rápido crecimiento de las comunidades qingtianesas en estos países en las últimas décadas. Actualmente, alrededor de 381.000 qingtianeses que residen en 146 países que residen en 146 países de todo el mundo y constituyen la mayor parte de la población china en muchos países, particularmente en países como España, donde representan más del 80% de toda la comunidad china.

## Cultura

### Arquitectura
Casi trescientos años de contacto continuo con el mundo han influido y transformado profundamente la sociedad qingtianesa. Además de utilizar el dinero ahorrado en el extranjero para comprar tierras y propiedades, los qingtianeses que regresaron también introdujeron estilos arquitectónicos occidentales en el condado. Trajeron materiales de construcción como el cemento del extranjero y los integraron con estructuras locales de ladrillo y madera, dejando muchas residencias privadas y edificios públicos con estilos únicos en las ciudades y pueblos de Qingtian. La mansión de la familia Wu en la aldea Longxian, municipio de Fangshan, es un ejemplo típico de arquitectura de la diáspora en Qingtian. Fue construida en 1930 por Wu Gankui, un reconocido qingtianés en Europa, y es un edificio de estilo europeo ubicado contra la montaña y junto al agua en línea con los principios del Feng Shui. La construcción cuenta con cinco habitaciones y tres pisos, con 14,62 metros de ancho y 11 metros de profundidad. Las ventanas de las habitaciones laterales a ambos lados están hechas en su mayoría de vidrieras, lo que combina la estética de una arquitectura clásica qingtianesa de los años 1930. Así, se crea una fusión armoniosa entre las culturas local y occidental.

Impulsado por la floreciente economía de la diáspora de las últimas tres décadas, también ha surgido un auge arquitectónico europeo en Hecheng, la sede de Qingtian. Ubicada a lo largo del río Oujiang, la calle Lin Jiang Dong Lu, en Linjiang, tiene 1.770 metros de longitud una gran cantidad de edificios de estilo barroco, como la biblioteca Qingtian, el Hotel Kaiyuan Meitu y el Hotel Overseas Chinese, fue construido originalmente en 1984 y ha sido recientemente reconstruido y renovado. Se ha convertido en un lugar de encuentro popular para los miembros de la diáspora que regresan, así como para turistas para relajarse y socializar.

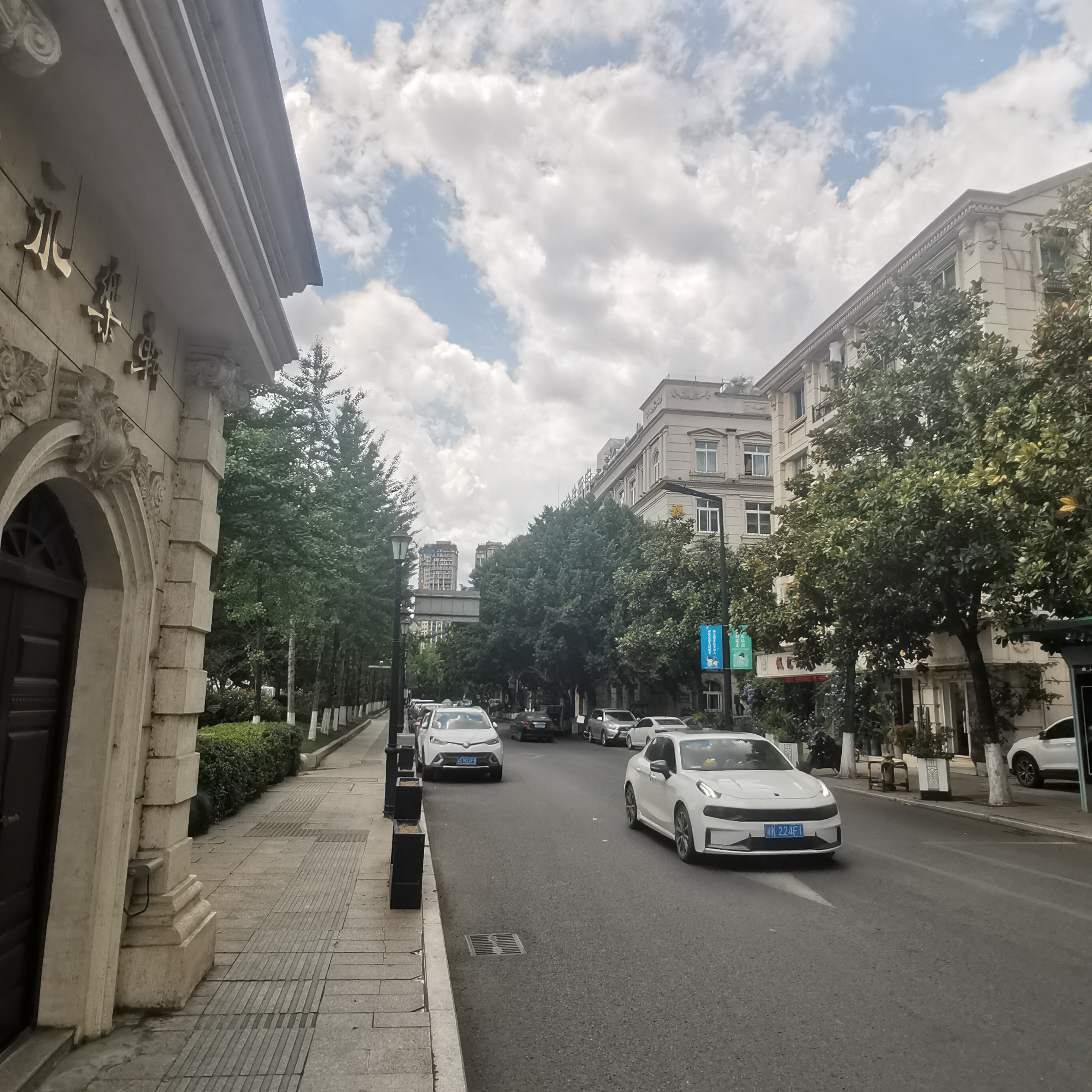
Una vista de Linjiang East Road
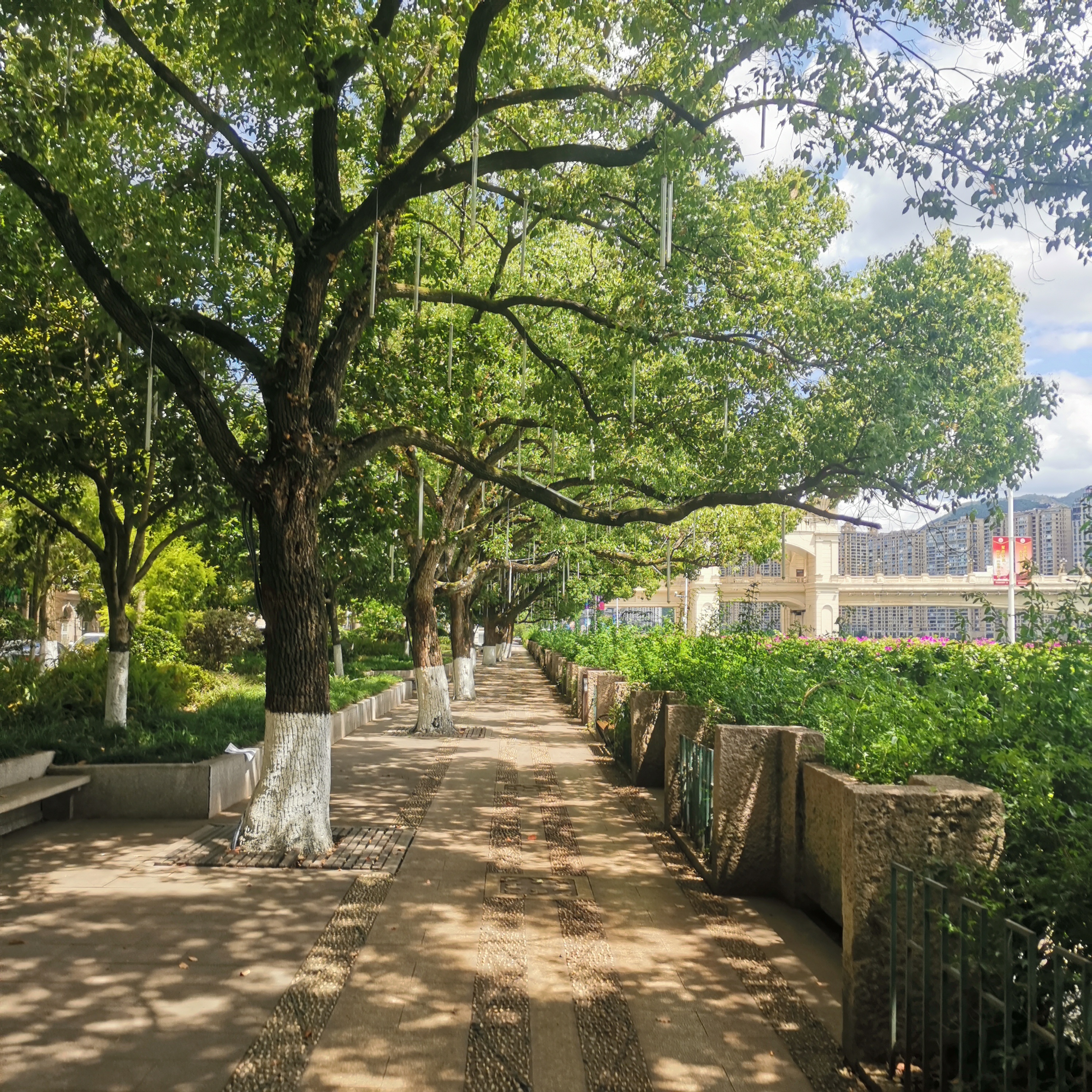
Parque Longjin, a lo lejos se encuentra el puente peatonal Jingyun construido al estilo europeo.
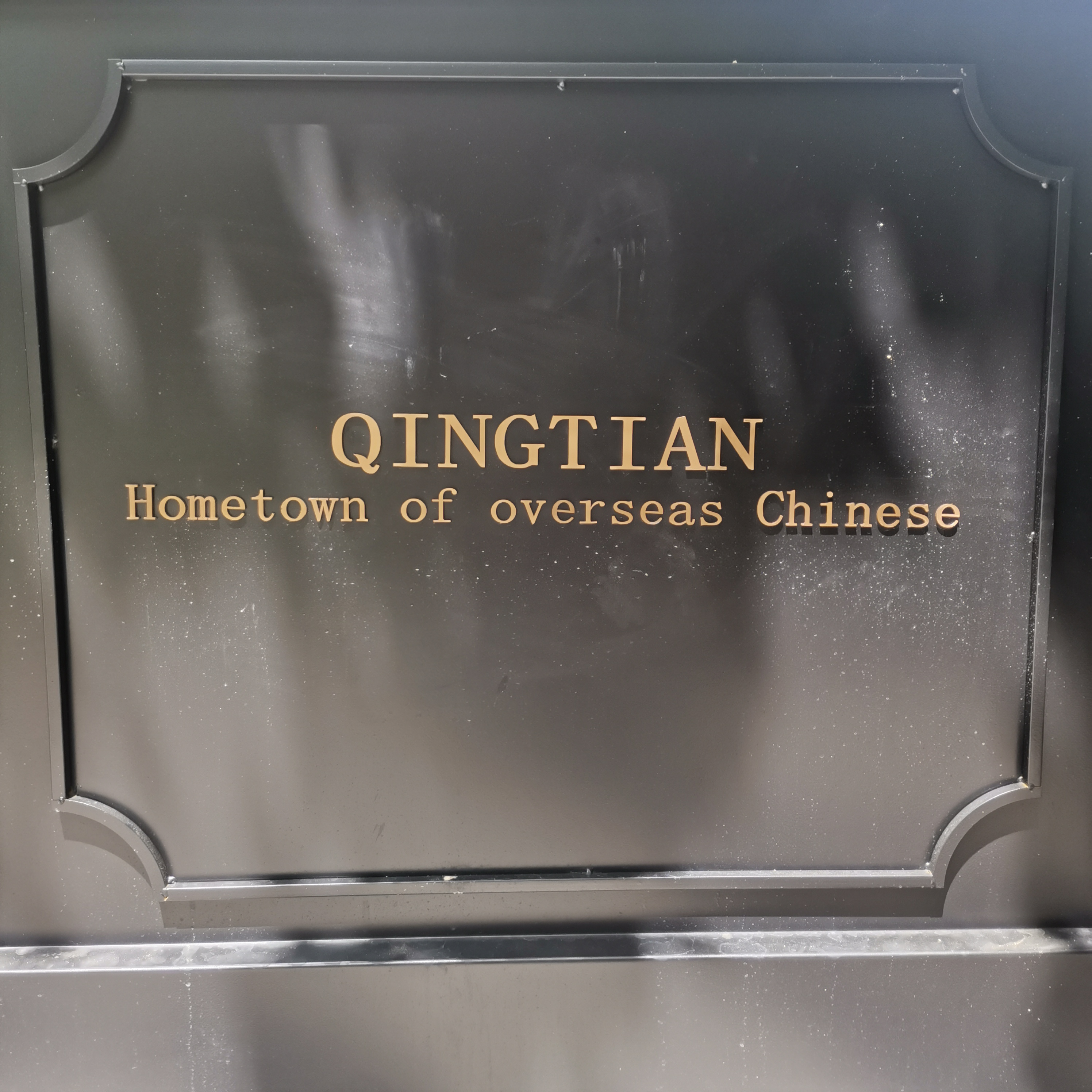
Lema callejero "Qingtian: la patria de los chinos de ultramar" en inglés
El edificio principal de la antigua mansión de la familia Wu en el municipio de Fangshan

### Gastronomía
La mayoría de los primeros inmigrantes qingtianeses que emigraron al extranjero comenzaron sus carreras en la industria gastronómica. Como resultado, los qingtianeses han desempeñado un papel fundamental en la difusión de la cocina china en el extranjero, especialmente en Europa, donde los restaurantes chinos dirigidos por qingtianeses representan la mitad del total. Por ejemplo, en Austria, 7 de cada 10 restaurantes chinos están gestionados por habitantes de Qingtian.

Mientras llevaban su propia cocina e ingredientes al extranjero, los qingtianeses de todo el mundo también lograron dominar las tradiciones culinarias de sus países anfitriones y fomentaron una próspera cultura de la cocina occidental y del café en Qingtian. En 1992, se inauguró en Qingtian la primera cafetería llamada "原乡人 (Yuanxiangren)". Desde entonces, los cafés y la costumbre de beber café han proliferado en todo el condado a medida que grupos de chinos de ultramar iban y regresaban. En la actualidad, hay 517 cafés en todo el condado, ccon un consumo anual de café superior a 100 toneladas y un consumo diario promedio de casi 20.000 tazas, aproximadamente 10 veces el promedio nacional en China.

El restaurante Zhengyang (正阳酒楼), fundado por el qingtianés Chen Yuguang, inició su negocio en Madrid, España el 18 de junio de 1992.
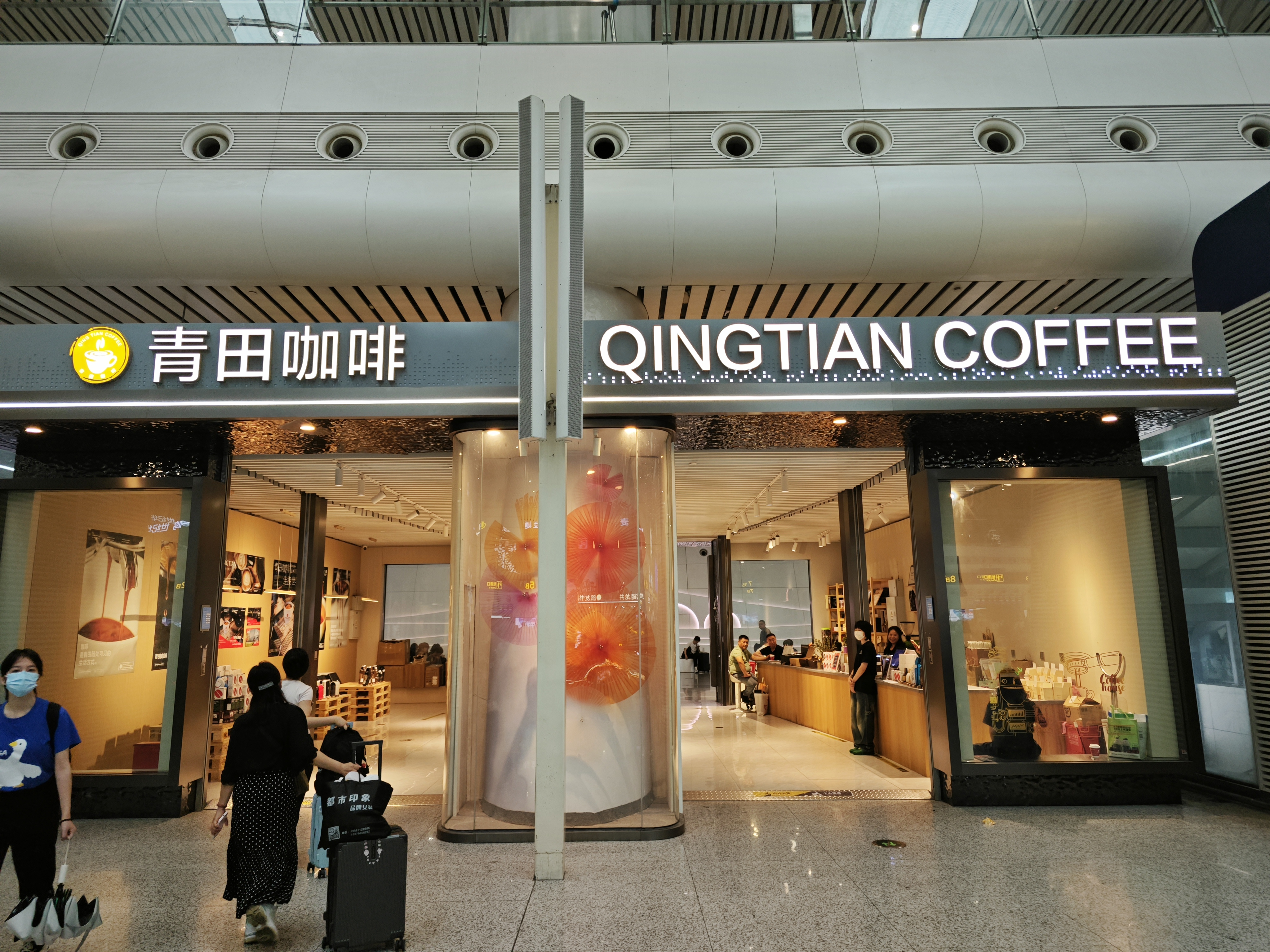
Una de las sucursales de la cafetería Qingtian en la estación de tren este de Hangzhou, China.